# L'ipnotista (film)
L'ipnotista (Hypnotisören) è un film del 2012 diretto da Lasse Hallström.
Il soggetto è tratto dal best seller omonimo degli scrittori svedesi noti con lo pseudonimo di Lars Kepler.
Il film venne scelto per rappresentare la Svezia come Miglior film straniero ai Premi Oscar 2013, ma non riuscì a raggiungere la finale.

## Trama
L'ispettore Joona Linna è impegnato in un caso che vede sterminata una famiglia di Stoccolma, dove l'unico testimone e superstite per miracolo è l'adolescente Josef. Data l'impossibilità di interrogarlo per via delle sue condizioni cliniche, per cercare di risolvere il caso l'ispettore si rivolge a Erik Bark, un uomo capace di entrare nella psiche delle persone e scavare nei ricordi tramite ipnosi. 
L'operazione si rivela però molto rischiosa e l'ipnotista deve fermarsi dopo aver ascoltato molto poco dal ragazzo, a parte il riferimento ad una lettera, che non risulta essere stata trovata sulla scena del crimine.
Erik ha alle spalle una collaborazione poco lusinghiera con la polizia che viene duramente attaccata dalla stampa per questo inaspettato ritorno. L'uomo ne risulta duramente provato, anche perché sta attraversando un momento di crisi con la moglie. Una notte, mentre è sotto l'effetto di una pesante dose di sonniferi, una persona si introduce dentro casa sua e, drogata la moglie, rapisce il loro giovane figlio.
Linna mette subito in relazione questo rapimento con il caso della famiglia sterminata, anche se tutto è ancora molto nebuloso e confuso. 
Nella lettera, ritrovata nella camera di Josef, si anticipava lo sterminio come qualcosa di necessario "per mettere a posto le cose", ma non si capisce chi l'abbia scritta. Intanto Evelyn, la sorella di Josef sfuggita al massacro, viene ritrovata sana e salva. Si sente in pericolo, ma si mostra inspiegabilmente poco collaborativa con gli inquirenti.
Da un indizio Linna scopre che Josef è in realtà un figlio adottivo la cui madre naturale, che ha avuto dei precedenti per problemi psichici, risulta irreperibile. Erik, sempre più a terra, decide di sua iniziativa di ipnotizzare il ragazzo per approfondire i dettagli del tragico evento, e scopre che lo stesso è l'autore degli omicidi.
Le cose precipitano, con il ragazzo che fugge dall'ospedale seminando violenza prima di essere egli stesso colpito. La mamma naturale, sua mandante e rapitrice del figlio di Erik viene rintracciata, di nuovo con l'aiuto delle capacità ipnotiche dello stesso.
Nel finale avvincente la donna psicopatica muore mentre tenta di fuggire con il ragazzino rapito che viene salvato grazie all'intervento eroico dell'ispettore Linna.

## Promozione
Il 5 marzo 2013 la BiM Distribuzione ha diffuso online il trailer italiano del film.

## Produzione
Le riprese del film sono state effettuate a Stoccolma e Luleå dall'11 gennaio al 23 marzo 2012.

## Distribuzione
Il film è uscito nelle sale in anteprima in Svezia il 28 settembre 2012, mentre in Italia l'11 aprile 2013.